# Ilirski polk
Ilirski polk (izvirno francosko Regiment d'Illyrie) je bil lahek pehotni polk z nabornim območjem v Ilirskih provincah. Polk je bil sestavljen iz petih bataljonov. Ukaz o njegovi ustanovitvi je Napoleon izdal 16. novembra 1810. Za izvajanje ukaza je bil zadolžen guverner Ilirskih provinc maršal Auguste Marmont. V polk, ki je štel 4000 vojakov, je morala Kranjska prispevati okoli 2800 mož. Do konca 1811 se je polk uril v severni Italiji, ob novem letu 1812 pa je odšel čez Nemčijo na Poljsko in junija 1812 sodeloval v vojnem pohodu v Rusijo. Tam je bil skupaj z Napoleonovo vojsko uničen. Ukaz o razpustitvi je bil izdan novembra 1813.